# Allophroides rufifemur
Allophroides rufifemur là một loài tò vò trong họ Ichneumonidae.